# Milliermolyfélék
A milliermolyok (milliermolyfélék, Millieridae) a valódi lepkék (Glossata) alrendjében a kettős ivarnyílásúak (Ditrysia) osztagának egyik családja mindössze 3 nemmel. Korábban a Tineina osztag levélmolyfélék (Choreutidae) családjába sorolták őket.
Magyarországon egy fajuk él:
- farkasalmamoly (Millieria dolosalis[2] avagy Millieria dolosana[1] Heydenreich, 1851)